# ヤミの乱破
『ヤミの乱破』（やみのらっぱ）は、細野不二彦による日本の漫画作品。

## 概要
『イブニング』（講談社）にて2003年より連載が開始されたが、2005年を最後に連載が休止。その後7年の歳月を経た2012年より連載が再開された。2014年1月14日より、講談社青年誌各誌の合同ウェブサイト『モアイ』オリジナル連載作品として配信され、2月25日に完結した。
GHQ統治下の日本を舞台に、スパイの桐三五が暗躍するスパイアクション作品。本作では闇市やカストリ雑誌といった、戦後当時の生活環境が事細かに描写されている。台詞についても、現在では不適切とされているが、当時は日常的に使われた言葉・用語などを多用し、リアリティを出している（そのため欄外で「差別を助長する意図はない」ことに触れている）。

## あらすじ
昭和22年5月。太平洋戦争の敗北から2年の歳月が過ぎた日本は、GHQによる占領統治下に置かれていた。そんな日本に大陸から戻って来た元スパイの桐三五は居場所を見つけることが出来ず、茫然自失の日々を過ごしていた。
そんなある日、桐は偶然陸軍時代の先輩だった猿田征四郎と再会し、猿田の家に居候することになった。猿田はカストリ雑誌出版社の経営者として暮らしていたが、猿田にはもう一つの「裏の顔」があった。それは、謎の人物ヨハンセンに雇われたスパイという顔だった。
猿田に協力を請われた桐は再びスパイとして生きることを決め、"国家の犬"として暗躍することになる。

## 登場人物

### 喇叭出版舎
猿田が経営する出版社。月に1冊カストリ雑誌を出版するのがやっとの零細出版社だが、スパイという「裏の顔」を隠すための隠れ蓑でもある。
桐 三五（きり さんご）
本作の主人公。陸軍中野学校出身の元少尉。戦時中は大陸で謀略戦に従事していた。ドーベルマンが描かれたモーゼルC96を獲物としていたことから「犬（ドーベルマン）」と呼ばれている。敗戦後、日本に引き揚げてからは生きる意義を失い無為の日々を過ごしていたが、猿田に出会い協力を求められたことをきっかけに、再びスパイとして活動を開始する。
自らを「犬」と呼び、必要とあれば民間人ですら殺害しようとする非情な人物だが、米兵の横暴さに我を忘れて殴り掛かったり、敵であるマリアを助けたりと「犬」に徹し切れない甘い一面を持つ。
猿田 征四郎（さるた せいしろう）
陸軍中野学校出身の元中尉で、桐からは「先輩」と呼ばれている。現在は絹代と2人で喇叭出版舎を経営しているが、裏ではヨハンセンの命令で暗躍するスパイとなっている。
主に情報収集や事件の後始末を行っている。出版社の方は作家の原稿踏み倒しが日常茶飯事で、家計は常に火の車状態となっている。
猿田 絹代（さるた きぬよ）
征四郎の妹。兄と共に喇叭出版舎を経営しているが、兄の「裏の顔」については知らない。東京大空襲の際に両親を亡くしており、それがトラウマとなっている。
当初は仕事も手伝わずに呆けている桐を厄介者扱いしていたが、暴漢に襲われた所を桐に助けられてからは好意を抱くようになる。

### 日本人
事件の情報所有者・調査対象として桐たちからの接触を受ける人々。
石松（いしまつ）
秋葉原の浮浪児グループのリーダーで、「森の石松」と呼ばれる少年。なお「石松」は偽名であり、本名は鈴木武雄。
スリやカッパライをして暮らしていたが、機密書類"O文書"が入った荷物をカッパライしてしまったため、ソ連の赤化戦士に拉致され殺害される。
村岡 伊平（むらおか いへい）
レストラン兼高級ダンスクラブ「トーキョー・トワイライト・パレス（TTP）」の支配人。赤坂離宮を借り上げて経営しているが、その実態は米兵や日本の有力者を相手にした売春窟となっている。
戦後に急成長した奥羽製材工業の社長という肩書を持つが、その経歴には不審な点が多い。物腰穏やかな人物で女性に優しいため、パンパンたちからは慕われている。
ケイ子（けいこ）
TTPで働くパンパンで「ケイト」の源氏名を名乗っている。元は新橋のパンパンたちを束ねる姉貴分で「バシン（新橋）のおケイ」と呼ばれていた。
石松の知り合いであり、"O文書"の入った荷物を受け取っていたことから桐の接触を受ける。
登志子（としこ）
新橋のパンパンでケイ子の妹分。恋人である刈谷信介に講義用のノートをプレゼントするため、ケイ子から"O文書"を譲ってもらったことから桐の接触を受ける。
大石 栄一（おおいし えいいち）
あんま師の老人。若い頃はヤクザをしており「人斬り」と呼ばれていた。
東京大空襲で妻と娘夫婦を亡くしており、その復讐のため孫娘の夏子と共にルメイ暗殺を図る。
山崎 晃嗣（やまざき あきつぐ）
東大法学部2年生。学徒動員された際に友人を上官の私的制裁で殺され、その事実を隠蔽されたことから軍人と日本を憎んでいる。
下宿先の友人である刈谷を介して"O文書"を入手し、文書の内容を世間に公開しようと目論む。
後に光クラブ事件を起こし、日本中に衝撃を与える。
平岡 公威（ひらおか きみたけ）
東大法学部4年生。小説家を目指していたが、父の意向で官僚の道に進む。
敗戦にショックを受け、それ以来日本の現状に不満を抱いている。偶然山崎が隠していた"O文書"を発見し、それをきっかけに世界の変貌を目指す。
後の三島由紀夫。
平岡 梓（ひらおか あずさ）
公威の父。元農林省官僚で木炭会社に天下っていたが、GHQによって会社が操業停止となり無職となる。
偶然公威が隠し持っていた"O文書"を発見し、職を得るために中央官庁に売り付けようとする。
浅井 雪子（あさい ゆきこ）
アーニー・パイル劇場のダンサーでバーガーの愛人。戦時中は劣悪な環境下で風船爆弾の製造をさせられており、共に働いていた妹のツル子を亡くしている。
東条 英機（とうじょう ひでき）
開戦時の内閣総理大臣。敗戦後、A級戦犯としてスガモプリズンに収監されている。
温井が世話役を担当していることから、桐たちにマークされている。
笹川 良一（ささがわ りょういち）
国粋大衆党の党首。A級戦犯容疑でスガモプリズンに収監されている。
収監者たちの事情に精通していたため、桐からの接触を受ける。
花山 信勝（はなやま しんしょう）
スガモプリズンの教誨師。収監者たちの境遇に同情の念を抱いている。
温井の素性を探るため、猿田からの接触を受ける。

### 朝鮮人
闇市の権益を巡って日本のヤクザと揉めている。
崔 日一（チェ・ジョンピル）
北千住にある朝鮮人集落の世話役。三河島の闇市の権益を巡って関東蛮竜組と抗争している。
姜 桂香（カン・ケヒヤン）
崔日一の姪。三河島の闇市で飲食店を営んでいる。偵察に来た桐の正体に感付いていた。

### GHQ
ヨハンセンを介して協力関係にあるが、時としてGHQ要人を調査対象とすることもある。
ケン・オイカワ
米陸軍対敵防諜部隊（CIC）所属の少尉。日系2世であり、片言の日本語を話す。猿田と桐にルメイの護衛を依頼したことが縁となり、それ以降も2人の活動に協力している。
カーチス・E・ルメイ
米空軍少将。戦略爆撃の専門家で東京大空襲の指揮を執っており、日本人からは「鬼畜ルメイ」と呼ばれ憎悪の対象となっている。
占領行政視察のため来日。ルメイ暗殺を示唆する脅迫文がGHQ本部に届いたため、猿田と桐が護衛の任務に就くことになる。
ロバート・バーガー
アーニー・パイル劇場の総支配人。階級は中尉。GHQ内では「田舎者」と見下されており、その反動から日本人従業員に対し高圧的に振る舞うことが多い。
帝国ホテルにあるモミの木を伐採してクリスマスツリーにしようと計画しており、日本人従業員と揉めている。
クロサキ
スガモプリズンの監視兵の一人。階級は中尉。オイカワと同じ日系人だが、日本人への差別意識が強く、日本人に対し高圧的に振る舞うことが多い。

### 赤化戦士
大陸で捕虜になり、ソ連によって洗脳された元日本兵。肉体改造が施されており、身体はサイボーグ化され、脳髄には精神を操る"赤化装置"が埋め込まれている。
マリア
赤化戦士を指揮する女スパイで、笛の音色で赤化戦士や動物を操ることが出来る。日本の共産化のために暗躍する。
正体はグリゴリー・ラスプーチンの孫娘・マリアリ・プーチノワ。祖父譲りの神通力を持ち、「GRUの隠し玉」と言われている。
広岡（ひろおか）
元軍曹で、部下からは父や兄のように慕われている。右手を機関銃に改造されている。
"O文書"の在り処を知る石松を拉致し拷問するが、助けに来た桐に射殺される。
桜田（さくらだ）
広岡の部下。両手をサイボーグ化されている。
村岡に資金を提供してTTPを経営させ、自身はTTPのマネージャーとしてGHQの情報収集を行っている。TTPを調査に来た桐を殺そうとするが、返り討ちに遭い刺殺される。
石川（いしかわ）
全身を折り畳み式のヘリコプターに改造されている。
"O文書"を所持している（と、ソ連側が思っていた）刈谷の近辺を探っていたが、その最中に出くわした桐に射殺される。
尼子（あまこ）
水中潜行可能なように肉体改造が施されている。元は弟と共に近衛連隊に所属していたが、部隊が二・二六事件に参加したため、事件後に満州に移動。部隊内でのイジメから逃れるため脱走し、ソ連に保護される。
"アムールの虎"作戦のために温井と彼の兄を殺害する。「温井安雄」の正体を察知した猿田を殺そうとするが、返り討ちに遭い刺殺される。
温井 安雄（ぬくい やすお）
声帯に超音波発生装置を埋め込まれている。正体は尼子兄弟の弟で、本物の温井に成りすましている。
"アムールの虎"作戦のため、C級戦犯としてスガモプリズンに潜入するが、桐に阻止され失敗する。
徐 補純（ジョ・ボスン）
リエルエ・ローシャッチのパイロット。両足と左腕を失っている。元は日の出商会の丁稚をしており、その際、桂香と顔見知りになっている。
朝鮮青年自由解放軍に派遣され、三河島の闇市抗争に投入されるが、桂香を人質にされGHQに投降。米軍による研究のため沖縄に移送される。

### その他
ヨハンセン
猿田と桐の「飼い主」。「日本国のため」と称する様々な命令を2人に与える。猿田曰く「GHQに顔が利く」程の権力を持っている。
正体は吉田茂。
佐藤 栄作（さとう えいさく）
運輸省事務次官。兄の岸信介が梓の同級生だったため、梓が"O文書"を売り付ける相手に選んだ。
酒井（さかい）
陸軍士官で、大陸における桐のパートナー。桐からは弟のように可愛がられていた。
国民党に対する終戦工作の命令を巡って桐と対立し、射殺される。
三島（みしま）
西暦2000年の人物。『月刊 新世紀』の雑誌記者で、桐に取材をするため彼が入院する病院を訪れた。
本作は「老人となった桐が三島の取材に答える」という体裁が取られている。

## 用語
"O文書"
昭和20年9月27日に行われた昭和天皇とダグラス・マッカーサーの会談内容を記録した機密文書。
通訳として会談に同行した外務省高官"O氏"が記録したため、"O文書"と呼ばれている。"O氏"が自宅に保管していたが、空き巣によって金品とともに盗難され闇市に流れてしまう。
文書の内容は、公開されれば「日本国が吹っ飛ぶ（猿田）」「この国を震撼せしめる（山崎）」程のものであり、文書の公開を目論むソ連諜報部（赤化戦士）と、それを阻止したいヨハンセン（猿田・桐）の争奪戦が繰り広げられている。
リエルエ・ローシャッチ（白き馬）
朝鮮青年自由解放軍の所有する電動強化外骨格（人型有人兵器）。日本各地の闇市抗争に投入されている。パイロットは徐補純。
人間を軽々と投げ飛ばす馬力と、銃弾を弾き返す装甲を持つ。本体の後方に蓄電池を引きずっている。
"アムールの虎"作戦
昭和天皇を訴追するための作戦。アムール虎に寄生する蟲を媒介に、極東国際軍事裁判に出廷するA級戦犯の精神をマリアの神通力によって操ろうとするもの。
標的にされた大川周明は蟲の効力が強過ぎたためマリアの制御が効かず、開廷後に発狂し免訴された。

## 単行本
- 細野不二彦『ヤミの乱破』 講談社〈イブニングKC〉、全4巻。
  1. 2005年3月30日発売 ISBN 4-06-334981-0
  2. 2005年12月22日発売 ISBN 4-06-372102-7
  3. 2012年11月22日発売 ISBN 978-4-06-376763-6
  4. 2014年3月20日発売 ISBN 978-4-06-376958-6